# River East Center
River East Center je postmoderní mrakodrap v Chicagu stojící v ulici Illinois Street. Má 58 podlaží a výšku 196,3 metrů. Výstavba probíhala v letech 1999–2001 podle projektu společnosti DeStefano & Partners, Ltd.